# Severino Rigoni
Severino Rigoni (Gallio, 3 oktober 1914 – Padua, 14 december 1992) was een Italiaans baanwielrenner. Hij nam in 1936 deel aan de ploegenachtervolging van 4000 meter op de Olympische Zomerspelen in Berlijn. Hier finishte hij met de ploeg als tweede.

## Belangrijkste overwinningen
1949
- Zesdaagse van Berlijn (met Ferdinando Terruzzi)

1950
- Zesdaagse van New York (met Ferdinando Terruzzi)

1951
- Zesdaagse van Münster (met Ferdinando Terruzzi)

1956
- Zesdaagse van Rio de Janeiro (met Bruno Sivilotti Pidutti)

1957
- Zesdaagse van São Paulo (met Bruno Sivilotti Pidutti)